# Tulln (distrikt)
Tulln är ett distrikt (Bezirk)  i det österrikiska förbundslandet Niederösterreich  och består av följande städer, köpingar och kommuner:

Kommunerna i distriktet Tulln

Städer
- Klosterneuburg
- Tulln an der Donau

Köpingar
- Absdorf
- Atzenbrugg
- Fels am Wagram
- Grafenwörth
- Großweikersdorf
- Judenau-Baumgarten
- Kirchberg am Wagram
- Königsbrunn am Wagram
- Königstetten
- Langenrohr
- Michelhausen
- Sieghartskirchen
- Sankt Andrä-Wördern
- Tulbing
- Würmla
- Zwentendorf an der Donau

Landskommuner
- Großriedenthal
- Muckendorf-Wipfing
- Sitzenberg-Reidling
- Zeiselmauer-Wolfpassing